# Live in Amsterdam (Beth Hart)
Live in Amsterdam è un album dal vivo collaborativo dei musicisti statunitensi Beth Hart e Joe Bonamassa, pubblicato nel 2019.

## Tracce

### CD 1
1. Amsterdam, Amsterdam! – 1:45 (Joe Bonamassa, Beth Hart, Kevin Shirley)
2. Them There Eyes – 2:59 (Maceo Pinkard, Doris Tauber, William Tracey)
3. Sinner's Prayer – 4:21 (Lowell Fulson, Lloyd Glenn)
4. Can't Let Go – 5:12 (Randy Weeks)
5. For My Friends – 4:33 (Bill Withers)
6. Close to My Fire – 5:30 (Peter Hoppe, Stephanie Popp)
7. Rhymes – 5:05 (Al Green, Mabon "Teenie" Hodges)
8. Something's Got a Hold on Me – 6:18 (Etta James, Leroy Kirkland, Pearl Woods)
9. Your Heart Is As Black As Night – 5:19 (Melody Gardot)
10. Chocolate Jesus – 2:51 (Tom Waits, Kathleen Brennan)
11. Baddest Blues – 5:09 (Hart)
12. Someday After a While (You'll Be Sorry) – 6:04 (Freddie King, Sonny Thompson)

### CD 2
1. Well, Well – 4:51 (Delaney Bramlett)
2. If I Tell You I Love You – 3:51 (Gardot)
3. See Saw – 3:18 (Don Covay, Steve Cropper)
4. Strange Fruit – 5:58 (Lewis Allen)
5. Miss Lady – 4:00 (Buddy Miles)
6. I Love You More Than You'll Ever Know – 7:54 (Al Kooper)
7. Nutbush City Limits – 3:49 (Tina Turner)
8. I'd Rather Go Blind – 10:01 (James, Ellington Jordan, Billy Foster)
9. Antwerp Jam – 5:25 (Bonamassa, Hart, Shirley)